# Sudan i olympiska sommarspelen 2000
Sudan deltog i de olympiska sommarspelen 2000 med en trupp bestående av tre deltagare, två män och en kvinna, men ingen av landets deltagare erövrade någon medalj.

## Friidrott
Herrarnas 800 meter
- Mohamed Yagoub
  1. Omgång 1 — DNS (gick inte vidare)

Herrarnas 1 500 meter
- Mohamed Yagoub
  1. Omgång 1 — 03:39.52
  2. Semifinal — 03:50.60 (gick inte vidare)

Damernas 400 meter
- Awmima Mohamed
  1. Omgång 1 — 01:02.94 (gick inte vidare)